# Басано (Алберта)
Басано (енгл. Bassano) је малена варошица у јужном делу канадске провинције Алберта. Налази се на деоници трансканадског аутопута 140 км источно од Калгарија и 160 км северозападно од Медисин Хета, те 50 км западно од Брукса. 
Варошица лежи на реци Боу, на којој је јужно од насеља изграђено вештачко језеро које служи за водоснабдевање околних насеља те наводњавање пољопривредних површина.
Насеље је добило статус варошице 1911. године, а име вароши је италијанског порекла. 
Према резултатима пописа становника из 2011. у вароши су живела 1.282 становника у 585 домаћинстава што је за 4,7% мање у односу на резултате пописа из 2006. када је регистровано 1.345 житеља.

## Становништво
| 2006. | 2011. |
| ----- | ----- |
| 1.345 | 1.282 |